# Fライナー
Fライナー（エフライナー、F-liner）は、横浜高速鉄道・東急電鉄・東京地下鉄（東京メトロ）・東武鉄道または西武鉄道の4社間で直通運転する列車のうち、各路線を日中の最速達種別で運行する列車に設定される列車愛称である。2016年3月26日から案内を開始した。
本愛称は東京地下鉄・東武鉄道・西武鉄道・東京急行電鉄・横浜高速鉄道の5社名義で商標登録された（第5885630号）。

## 概要
「Fライナー」の愛称は以下の2系統の列車に対して付与される。
列車種別は運行会社毎に異なり、境界駅で種別変更される。その愛称は、「特急 スーパーくにびき」などのように種別名の直後に呼称されるのではなく、「Fライナー ○○」のように種別名の直前に呼称される（例：副都心線内 → Fライナー 急行 元町・中華街行き、東横線内 → Fライナー 特急 森林公園行き）。
1. 西武線系統（飯能駅・小手指駅・所沢駅 - 元町・中華街駅間）
  - 西武池袋線・西武有楽町線 - 快速急行
  - 東京メトロ副都心線 - 急行
  - 東急東横線・横浜高速鉄道みなとみらい線 - 特急
2. 東武東上線系統（小川町駅・森林公園駅 - 元町・中華街駅間）
  - 東武東上線 - 快速急行
  - 東京メトロ副都心線 - 急行
  - 東急東横線・横浜高速鉄道みなとみらい線 - 特急

ただし、8両編成の列車、和光市駅始終着の列車、みなとみらい線に入らずに横浜駅で折り返す列車、日吉駅から東急新横浜線を経由して相模鉄道に直通する列車など、西武線または東武線 - みなとみらい線を結ぶ列車以外は、これらの種別・停車駅を満たしていても「Fライナー」を名乗らない。
「Fライナー」の愛称は、
- 速達性をイメージした「Fast」
- 相互直通運転を行う5社「Five」
- 副都心「Fukutoshin」

これらの共通となる頭文字「F」に由来し、ロゴマークにも「F」が使用される。
運行時間帯は、副都心線基準で平日A線は9:50 - 16:50、平日B線は10:00 - 17:10、土休日A線は8:10 - 19:15、土休日B線は6:50 - 17:30である。
基本的な運行パターンとしては、副都心線・東横線・みなとみらい線内では毎時4本15分間隔で、池袋線系統・東上線系統が交互に運転される。
東武東上線では森林公園駅発着、西武池袋線では小手指駅発着がそれぞれ30分間隔で設定されている。
2022年3月12日ダイヤ改正より、西武線飯能発着は平日はすべて、土休日は朝の数本を除き小手指発着に短縮し、同時間帯では1時間2本とも小手指までの運行となる。
なお、ベルーナドームにて土日祝に野球の試合やイベントが行われる場合は、日中1本小手指駅行きの一部列車が西武線内快速の西武球場前駅行きに変更される。この場合はひばりヶ丘駅から先の停車駅が変わるため、同駅始発の快速急行小手指駅行きに接続するが、いずれの列車も「Fライナー」としての案内はされない。2025年3月までは夕方1本設定があったが快速に格下げされた。東急東横線、副都心線、東武東上線内でダイヤ乱れが発生した場合、遅れが拡大した際は小竹向原駅または練馬駅にて清瀬駅行きの西武線内快速として変更し運行する。遅れがさらに拡大した場合は石神井公園駅で打ち切ることもある。両駅で折り返す場合は通常の「Fライナー快速急行」として運行する。
東武東上線では、地下鉄直通列車では初の優等列車であり、2016年3月25日までの川越市駅発着の列車を森林公園駅発着に変更して運転されている。東武東上線内発着の列車種別はFライナー設定に伴い普通から急行に変更されたため、所要時間が短縮された。2023年3月18日のダイヤ改正では、東上線内の種別が急行から快速急行に変更され、ふじみ野駅と志木駅が停車駅から外れた。
土休日の朝に1.5往復のみ運転されている、元町・中華街発の小川町行きとその折り返しが最長運転距離を誇り、その距離は101.3 kmである。

## 沿革
- 2016年（平成28年）3月26日 - 愛称の使用開始。
- 2020年（令和2年）3月16日 - 西武有楽町線の新桜台駅が快速急行通過駅となったため、Fライナーも通過するようになる。
- 2022年（令和4年）3月12日 - 西武線直通のFライナーの日中1時間あたりのパターンが飯能発着1本・小手指発着1本から小手指発着2本に短縮。
- 2023年（令和5年）3月18日 - Fライナーの東武東上線内の種別が急行から快速急行に変更。志木・ふじみ野の両駅が通過駅となる。

## 使用車両
いずれも10両編成。8両編成の車両は代走時およびダイヤ乱れ時を除き使用されない。

### 現在の使用車両
- 東武50070型電車
- 東武9000型・東武9050型電車
- 西武40000系電車[6][注 5]
- 西武6000系電車
- 東京メトロ17000系電車
- 東京メトロ10000系電車
- 東急5050系電車4000番台

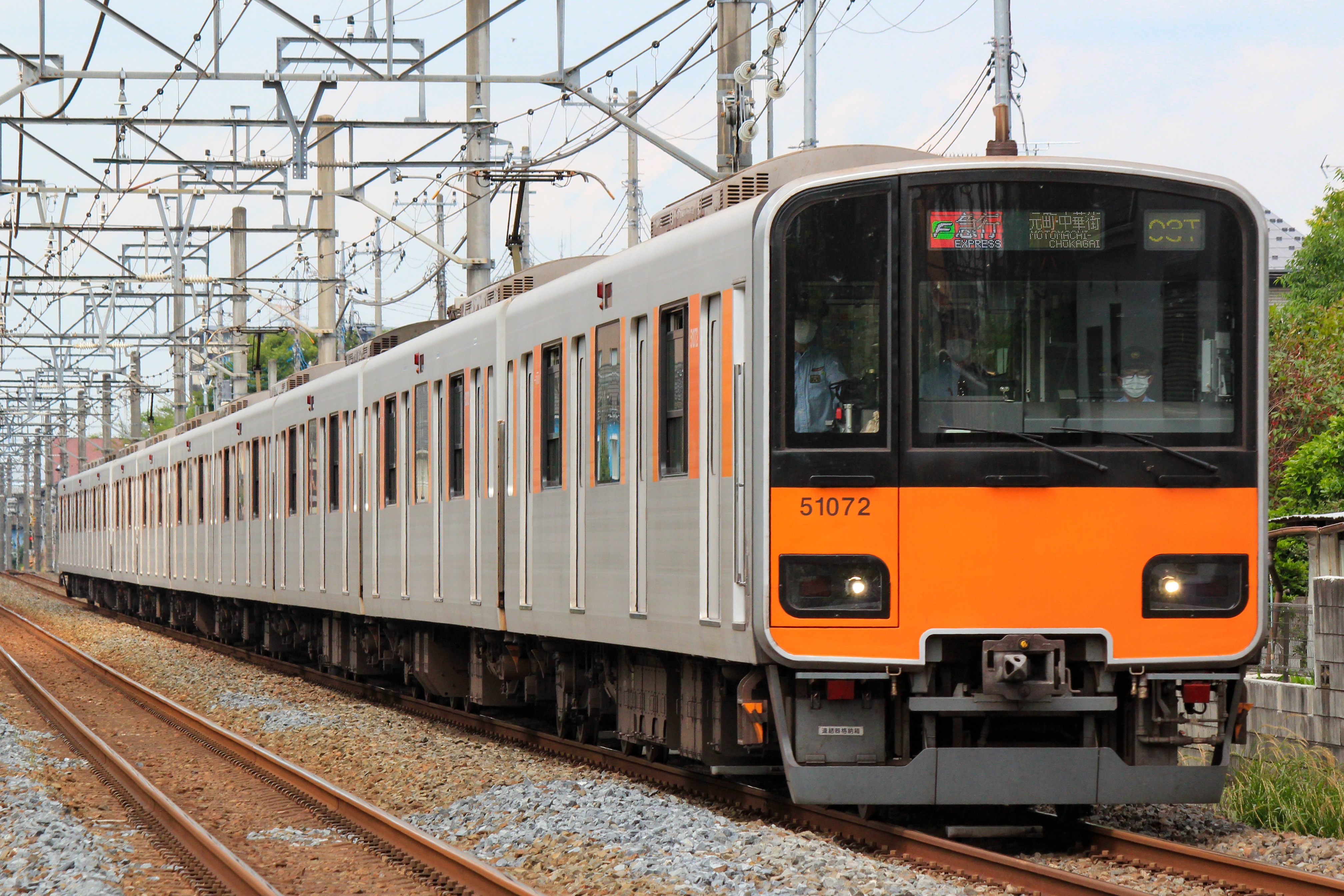
東武50070型
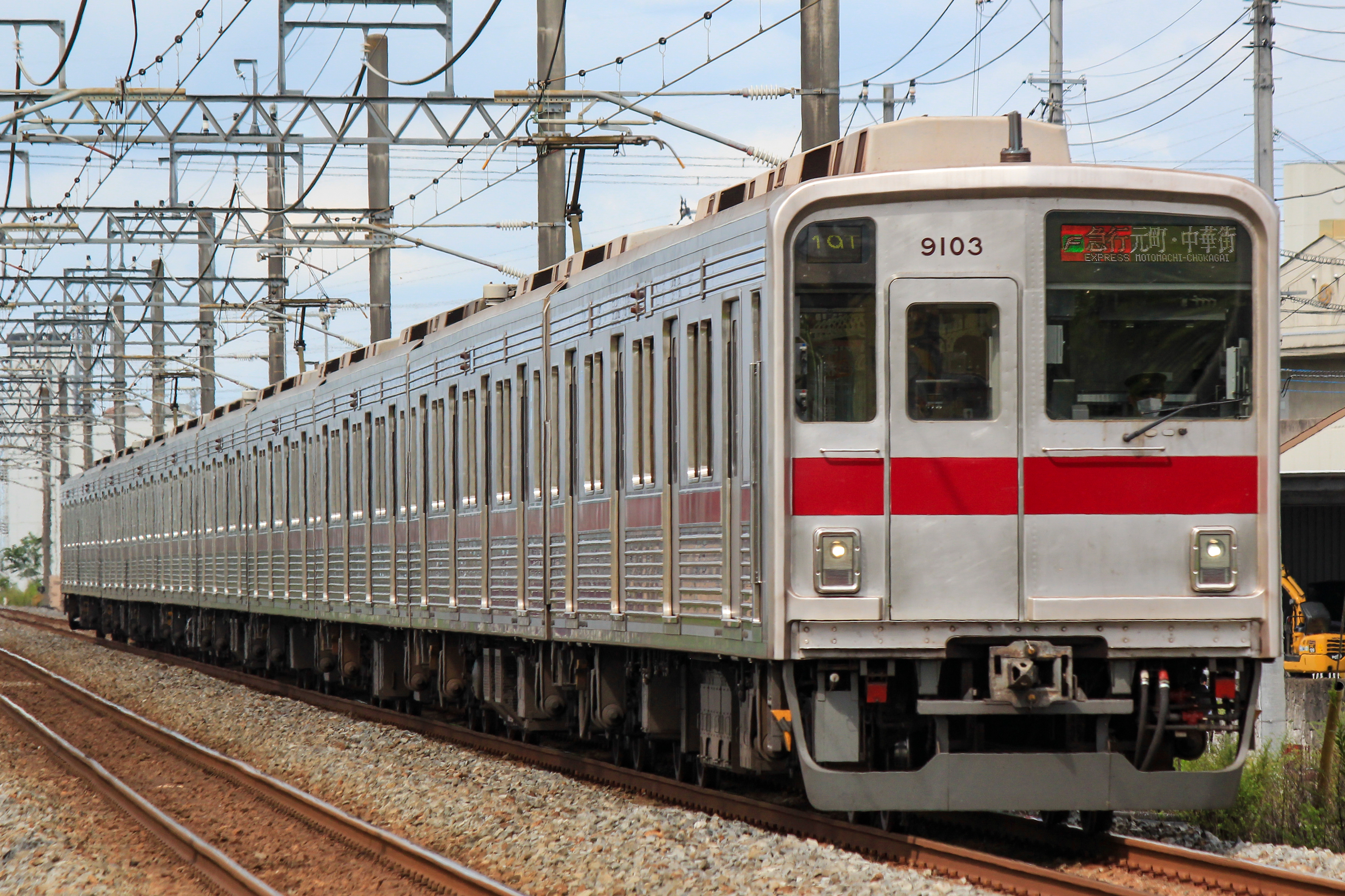
東武9000型
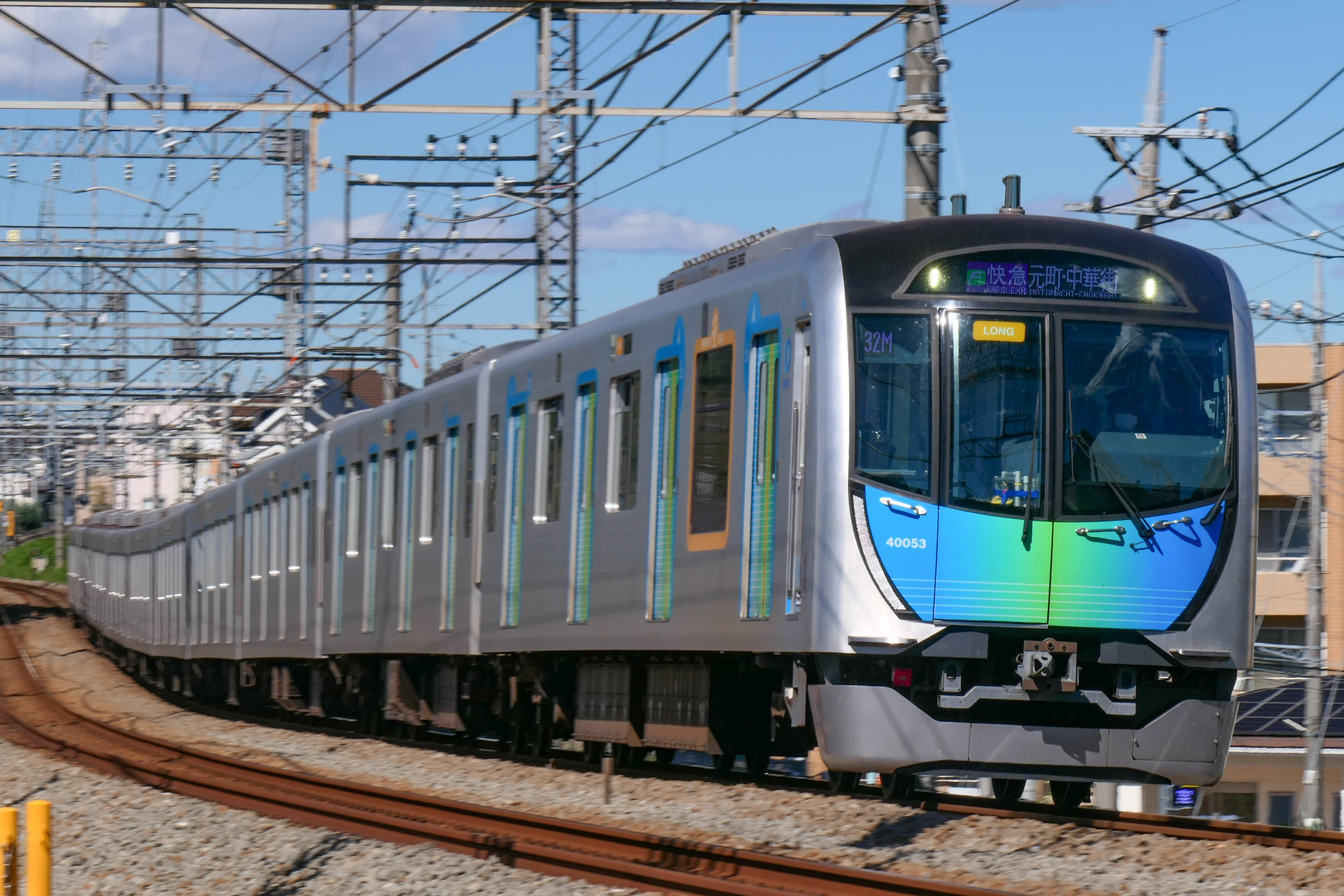
西武40000系50番台
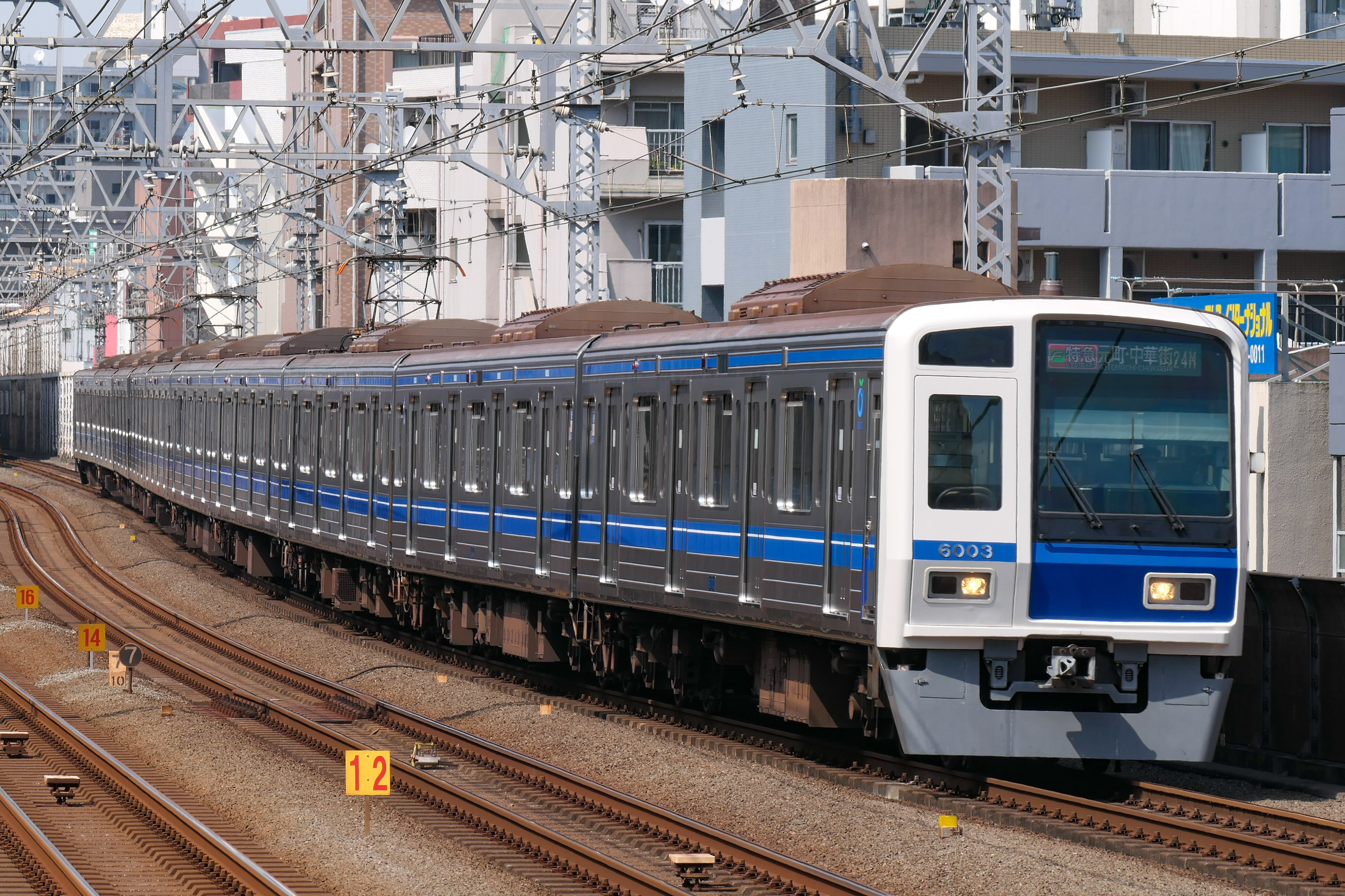
西武6000系
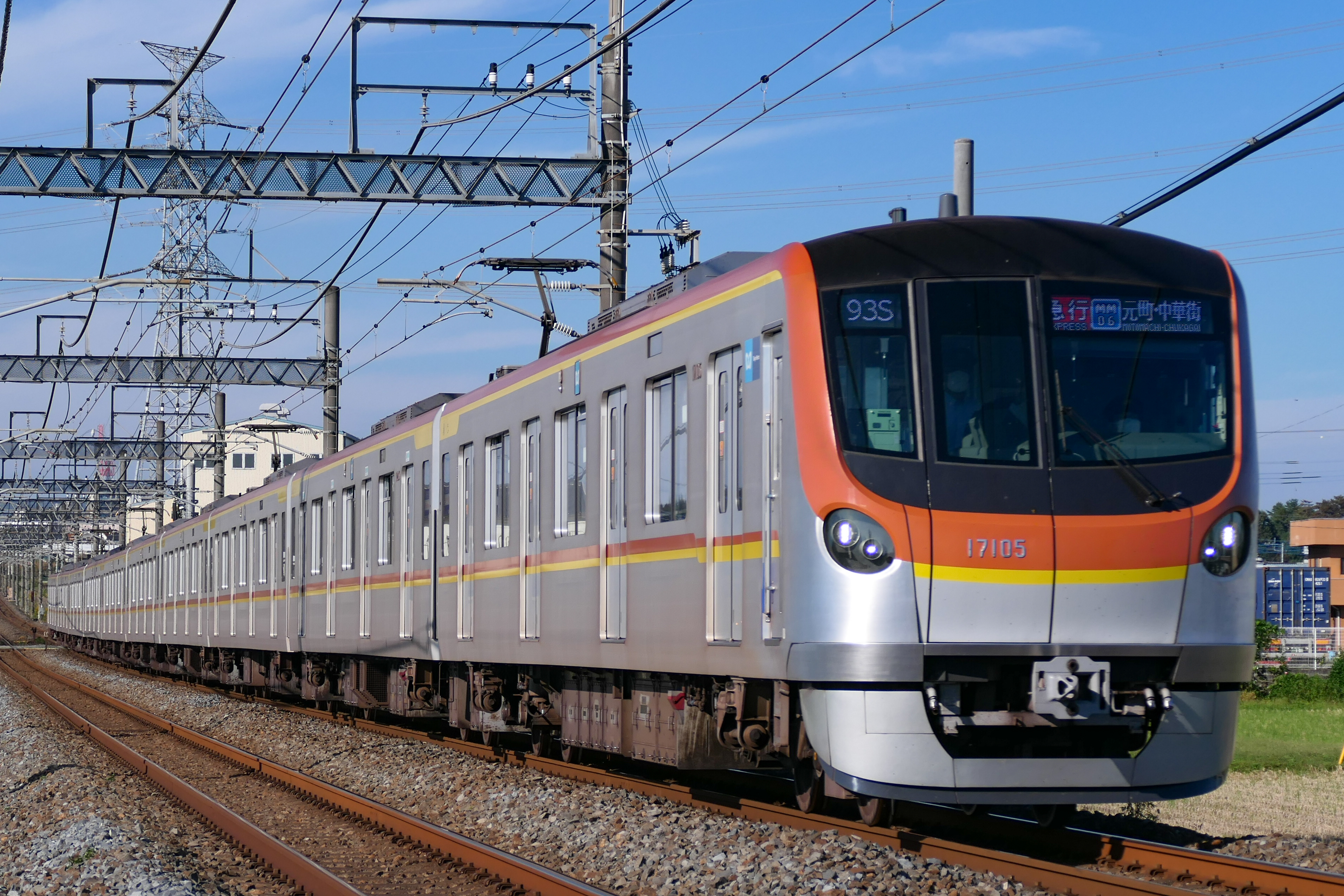
東京メトロ17000系
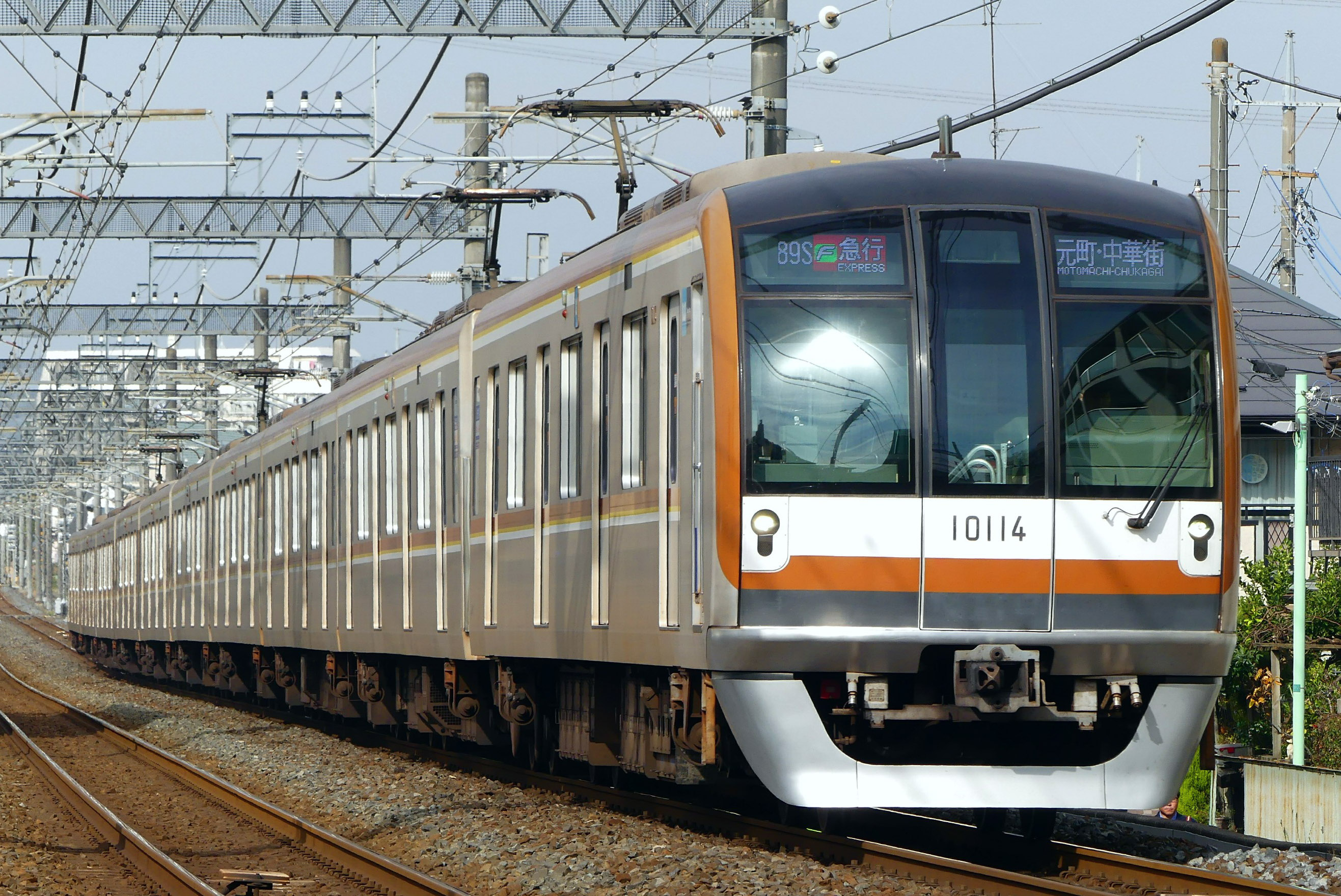
東京メトロ10000系
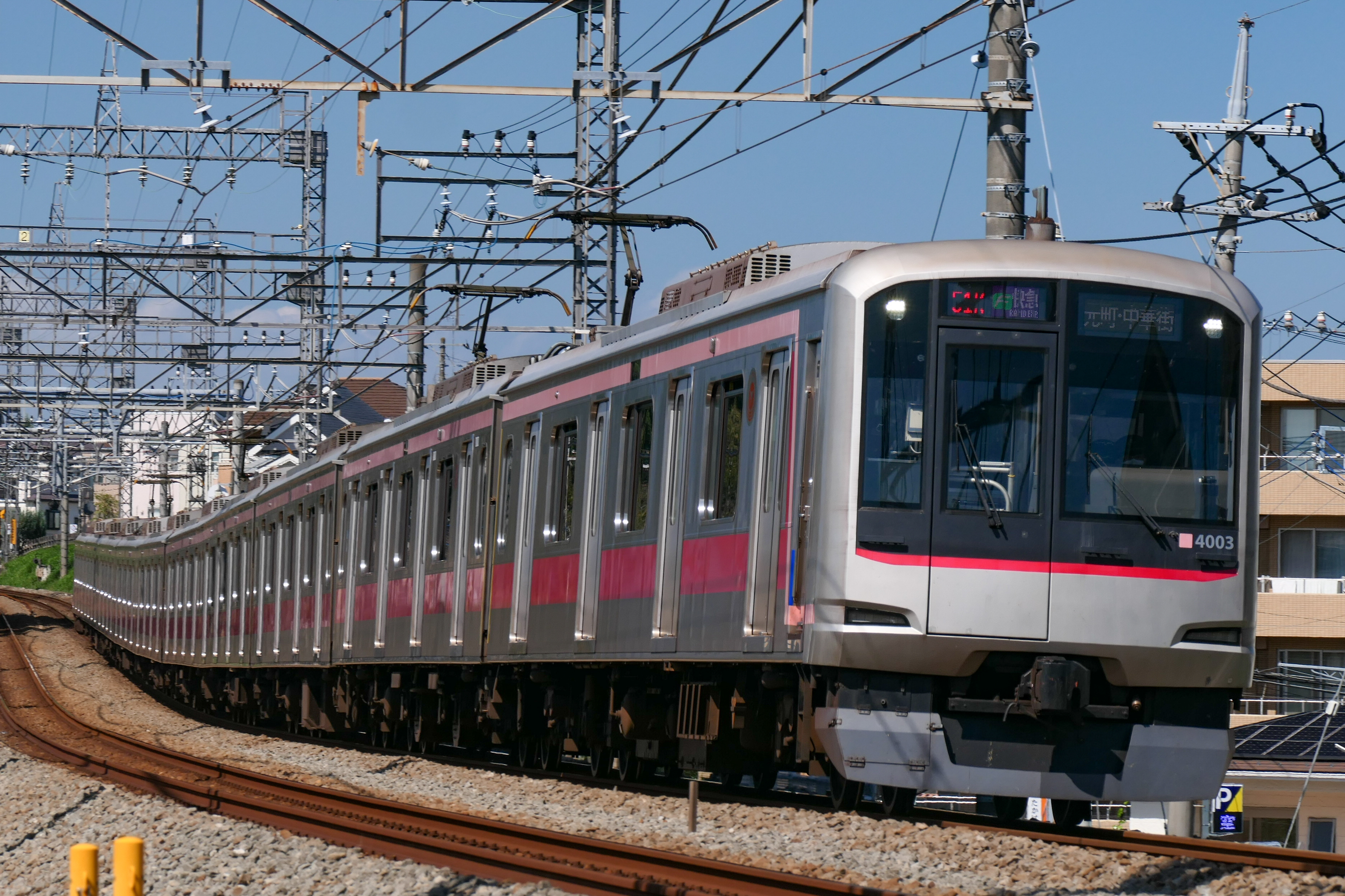
東急5050系4000番台

### 過去の使用車両
- 東京メトロ7000系電車

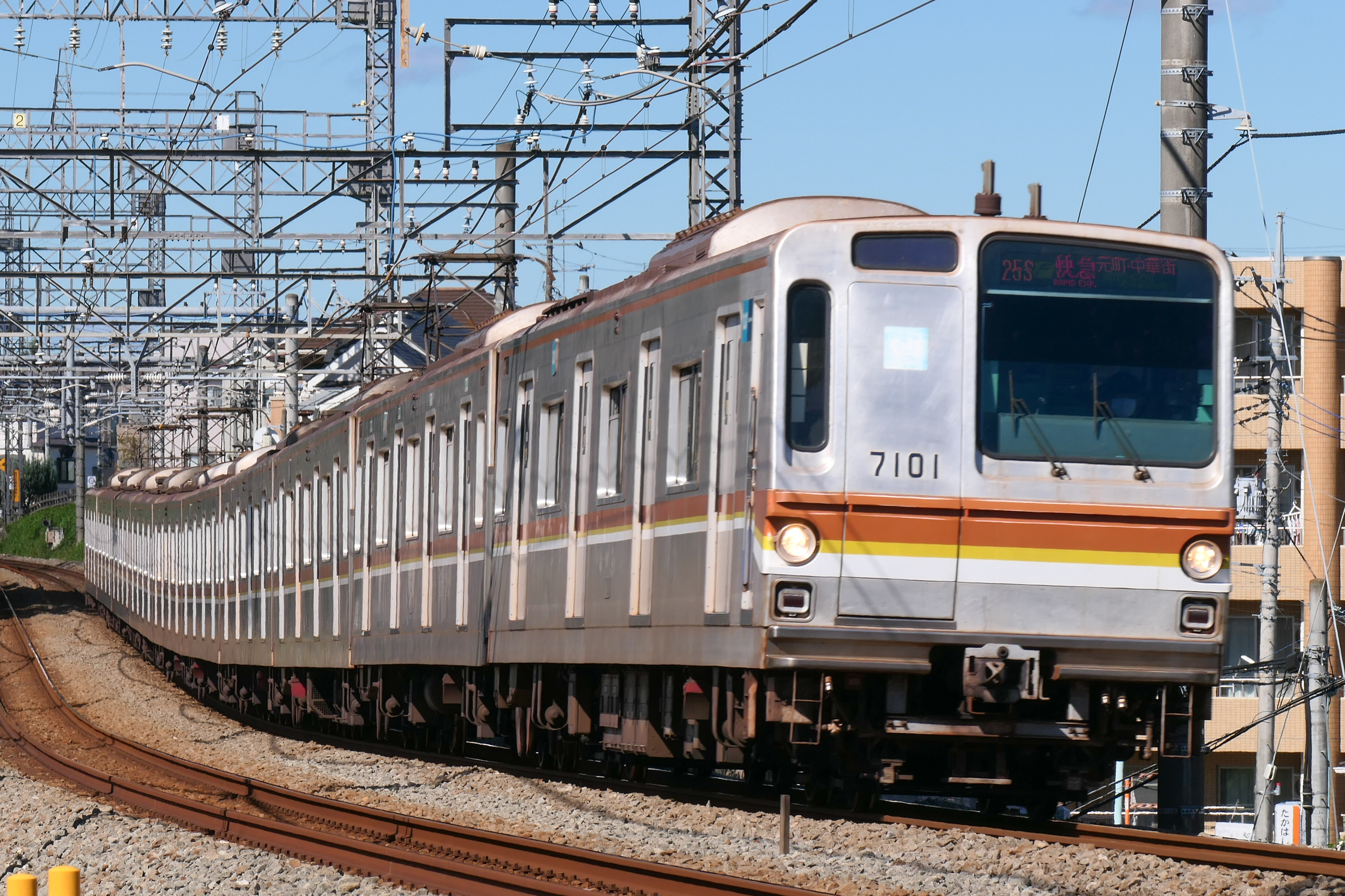
東京メトロ7000系

## 停車駅
凡例
●：停車、∥：経由しない
東武東上線 - 東急東横線・みなとみらい線系統
東武東上線小川町駅 - 和光市駅・東京メトロ副都心線和光市駅 - 渋谷駅、東急東横線渋谷駅 - 横浜駅・みなとみらい線横浜駅 - 元町・中華街駅
西武線 - 東急東横線・みなとみらい線系統
西武池袋線飯能駅 - 練馬駅・西武有楽町線練馬駅 - 小竹向原駅・東京メトロ副都心線小竹向原駅 - 渋谷駅・東急東横線渋谷駅 - 横浜駅・みなとみらい線横浜駅 - 元町・中華街駅
| 会社名       | 路線名         | 駅名           | 西武線 系統 | 東武東上線 系統 |
| ------------ | -------------- | -------------- | ----------- | --------------- |
| 西武鉄道     | 池袋線         | 飯能駅         | ●           | ∥               |
| 西武鉄道     | 池袋線         | 入間市駅       | ●           | ∥               |
| 西武鉄道     | 池袋線         | 小手指駅       | ●           | ∥               |
| 西武鉄道     | 池袋線         | 所沢駅         | ●           | ∥               |
| 西武鉄道     | 池袋線         | ひばりヶ丘駅   | ●           | ∥               |
| 西武鉄道     | 池袋線         | 石神井公園駅   | ●           | ∥               |
| 西武鉄道     | 池袋線         | 練馬駅         | ●           | ∥               |
| 西武鉄道     | 西武有楽町線   | 練馬駅         | ●           | ∥               |
| 東武鉄道     | 東上本線       | 小川町駅       | ∥           | ●               |
| 東武鉄道     | 東上本線       | 武蔵嵐山駅     | ∥           | ●               |
| 東武鉄道     | 東上本線       | つきのわ駅     | ∥           | ●               |
| 東武鉄道     | 東上本線       | 森林公園駅     | ∥           | ●               |
| 東武鉄道     | 東上本線       | 東松山駅       | ∥           | ●               |
| 東武鉄道     | 東上本線       | 高坂駅         | ∥           | ●               |
| 東武鉄道     | 東上本線       | 北坂戸駅       | ∥           | ●               |
| 東武鉄道     | 東上本線       | 坂戸駅         | ∥           | ●               |
| 東武鉄道     | 東上本線       | 若葉駅         | ∥           | ●               |
| 東武鉄道     | 東上本線       | 鶴ヶ島駅       | ∥           | ●               |
| 東武鉄道     | 東上本線       | 霞ヶ関駅       | ∥           | ●               |
| 東武鉄道     | 東上本線       | 川越市駅       | ∥           | ●               |
| 東武鉄道     | 東上本線       | 川越駅         | ∥           | ●               |
| 東武鉄道     | 東上本線       | 朝霞台駅       | ∥           | ●               |
| 東武鉄道     | 東上本線       | 和光市駅       | ∥           | ●               |
| 東京地下鉄   | 副都心線       | 和光市駅       | ∥           | ●               |
| 東京地下鉄   | 副都心線       | 小竹向原駅     | ●           | ●               |
| 東京地下鉄   | 副都心線       | 池袋駅         | ●           | ●               |
| 東京地下鉄   | 副都心線       | 新宿三丁目駅   | ●           | ●               |
| 東京地下鉄   | 副都心線       | 明治神宮前駅   | ●           | ●               |
| 東京地下鉄   | 副都心線       | 渋谷駅         | ●           | ●               |
| 東急電鉄     | 東横線         | 渋谷駅         | ●           | ●               |
| 東急電鉄     | 東横線         | 中目黒駅       | ●           | ●               |
| 東急電鉄     | 東横線         | 自由が丘駅     | ●           | ●               |
| 東急電鉄     | 東横線         | 武蔵小杉駅     | ●           | ●               |
| 東急電鉄     | 東横線         | 菊名駅         | ●           | ●               |
| 東急電鉄     | 東横線         | 横浜駅         | ●           | ●               |
| 横浜高速鉄道 | みなとみらい線 | 横浜駅         | ●           | ●               |
| 横浜高速鉄道 | みなとみらい線 | みなとみらい駅 | ●           | ●               |
| 横浜高速鉄道 | みなとみらい線 | 元町・中華街駅 | ●           | ●               |
停車駅の変遷
- 2020年3月13日までは、西武有楽町線の練馬駅 - 小竹向原駅間にある新桜台駅にも停車していた。
- 2023年3月17日までは、東武東上線内は急行運転だったため、ふじみ野駅・志木駅にも停車していた。